# 게임의 여왕 (날아라 슈퍼보드)
(게임의 여왕)은 날아라 슈퍼보드의 악역 캐릭터로, 성우는 강미형

## 소개
게임의 왕국의 여왕으로 레오타드를 입고 등장하며 마을 사람들에게 게임의 나라를 제공하며 상당한 미인이다.
자신의 성에 각종 놀이기구를 만들어 마을 사람들을 참여하게 하고 결선에서는 예선 우승자들과 직접 게임 대결을 펼쳐 결선 우승자를 가린다.
게임의 왕국의 게임 대회의 예선에서 우승한 미스터 손, 저팔계, 사오정 중에 미스터 손만 결선에서 우승한다. 
그녀가 직접 명령을 내린 장면은 나오지 않지만, 게임의 왕국의 로봇들은 일을 하려는 사람들은 반역죄로 체포하여 가둔다. 그리고 게임 대회 결선의 우승자들과 우승 실패자들을 수족관에 가둬서 이들을 용사로 만들어서 전세계를 게임의 왕국으로 만들려는 계획을 하고 있었다. 

게임 대회 결선 최종 우승자가 되어서 그녀와 함께 수족관을 보게 되어 그녀의 그런 계획을 알게 된 미스터 손이 박쥐로 변신해서 탈출한 후 미스터 손이 기계를 만져서 사람들을 가둔 어항이 깨지면서 물에 휩쓸려서 성이 무너지고 탈출한 사람들과 그녀의 계획을 알게 되어 분노한 사람들에게 체포되고 탈출한 주인공들과 마주친다. 이 상황에서 게임의 여왕이 놀고 싶은 사람들을 놀게 해준 것이 뭐가 잘못이냐며 자신의 입장을 호소하자 반성하려는 의지가 없다고 판단한 삼장법사가 게임의 여왕을 부적으로 봉인한다.

삼장법사가 게임의 여왕을 부적에 가두자 미스터 손은 왜 다른 요괴들과 달리 흉칙한 원래 모습을 드러내지 않고 원래의 아름다운 모습을 유지하고 부적에 가두어졌는지 물어보고, 저팔계가 삼장법사에게 부적에 가두기에는 아까운 미인이라며 아쉬워 하는 말을 하자 삼장법사는 요괴는 외모가 아니라 마음씨가 험악해서 요괴이며, 육체를 해치는 요괴가 아니라 정신을 해치는 요괴도 있으며, 사람은 외모보다는 마음씨가 더 중요하다는 답변을 했다.

### 원작 만화
애니메이션과는 레오타드를 입지 않는 등 외모부터 다르게 등장한다. 또한 부적에 봉인되는 것이 아니라 미스터 손 일행이 오히려 게임의 여왕에게 패배하며 잡혀서 노역을 하게 되고 이 때 미스터 손이 기지를 발휘해서 분신술로 가짜 일행을 만들어서 남겨두고 진짜 일행은 게임의 여왕으로부터 탈출했다.

## 평가
애니메이션 본작의 방영 당시에는 원작 만화와 달리 게임의 여왕의 부정적인 부분을 강조하고 교과서적인 교훈을 강조했으며, 이에 따라 게임의 여왕은 악역이 맞고, 주인공들은 그런 게임의 여왕의 악행을 막았다는 내용으로 큰 문제 없이 대중들에게 인식 되었다.

하지만 방영 당시의 어린이들이었던 세대가 성인이 되어 사회에 진출하고, 인터넷이라는 수단을 통해 자신들의 의견을 표출할 수 있으며, 날아라 슈퍼보드 작품의 내용들이 인터넷을 통해 더 쉽게 접근할 수 있는 21세기에는 애니메이션에서의 게임의 여왕의 악역 묘사와 주인공들의 그런 게임의 여왕의 퇴치 묘사에 대해 비판하는 주장들도 존재한다.

주요 쟁점은 게임의 여왕이 다른 요괴들처럼 일부러 사람들을 직접 해치는 존재가 아닌데 그들과 같은 수준의 악행을 하는 요괴로 취급 된 것과, 부적에 가두어지는 순간까지 인간의 모습을 하기 때문에 그녀의 인권을 주장할 수 있는데도 주인공들이 그녀의 인권과 설득 과정, 반성의 기회를 무시하고 재판도 없이 즉결처분 한 것, 그리고 그녀보다 더 심한 악행인 살인과 병원 폭격 등을 한 얼굴 셋 팔 여섯의 항복을 반성으로 받아들여 용서한 것, 주인공들 자신들도 살인, 폭행, 절도 등 게임의 여왕보다 더 심한 악행들을 상습적으로 저질렀던 것 등이다.

따라서 게임의 여왕에 대한 평가는 시대와 관점에 따라서 크게 다르다고 할 수 있다.

## 기타
아름다운 외모와 악역이라고 단정하기엔 인간적인 모습 때문에 요괴들 중에서 인기가 높은 편으로, 날아라 슈퍼보드 여성 캐릭터 비공식 투표에서 이슬공주에 이어서 2위를 기록했다.
3기에서는 게임의 여왕과 비슷하게 여자 악역인 마녀가 나온다. 마녀는 게임의 여왕과 비슷하게 아름다운 외모의 여자 악역이지만 게임을 좋아하는 게임의 여왕과는 달리 마녀는 굉장히 난폭한 성격으로 나온다. 최후마저 게임의 여왕은 부적 안에 감금되는 반면 마녀는 사오정이 쏟은 생명을 살리는 물을 뒤집어쓰고 사망한다. 즉, 게임의 여왕은 부적의 봉인만 해제되면 다시 살아날 수 있지만 마녀는 살아나지 못한다.
4기의 게임을 좋아하는 사이버대왕 에피소드와 유사하지만 사이버대왕은 항상 일만 시키며 게임의 여왕과 직접적인 관련은 없다.
신기동전기 건담 W의 리리나 도리안과 닮았다.